# آللاته
آللاته (به لاتین: Allate) یک منطقهٔ مسکونی در روسیه است که در شهرستان لواشینسکی واقع شده‌است.